# Ivor John Allchurch
Ivor John Allchurch MBE (16 d'octubre, 1929 - 10 de juliol, 1997) fou un futbolista gal·lès.
Un dels futbolistes gal·lesos més importants, va defensar els colors de Swansea Town, el seu club local, i també els del Newcastle United FC i el Cardiff City FC. Amb la selecció marcà 23 gols (rècord al país fins a 1986) en 68 partits (també rècord fins al 1986). Participà en la Copa del Món de Suècia 58.
El 1966, for premiat amb el títol de l'Orde de l'Imperi Britànic i també és membre del Welsh Sports Hall of Fame. El 1970 estava en el llistat dels 50 primers millors jugadors del futbol anglès. El 1998 fou escollit per la Football League a la llista de les 100 llegendes del futbol anglès.

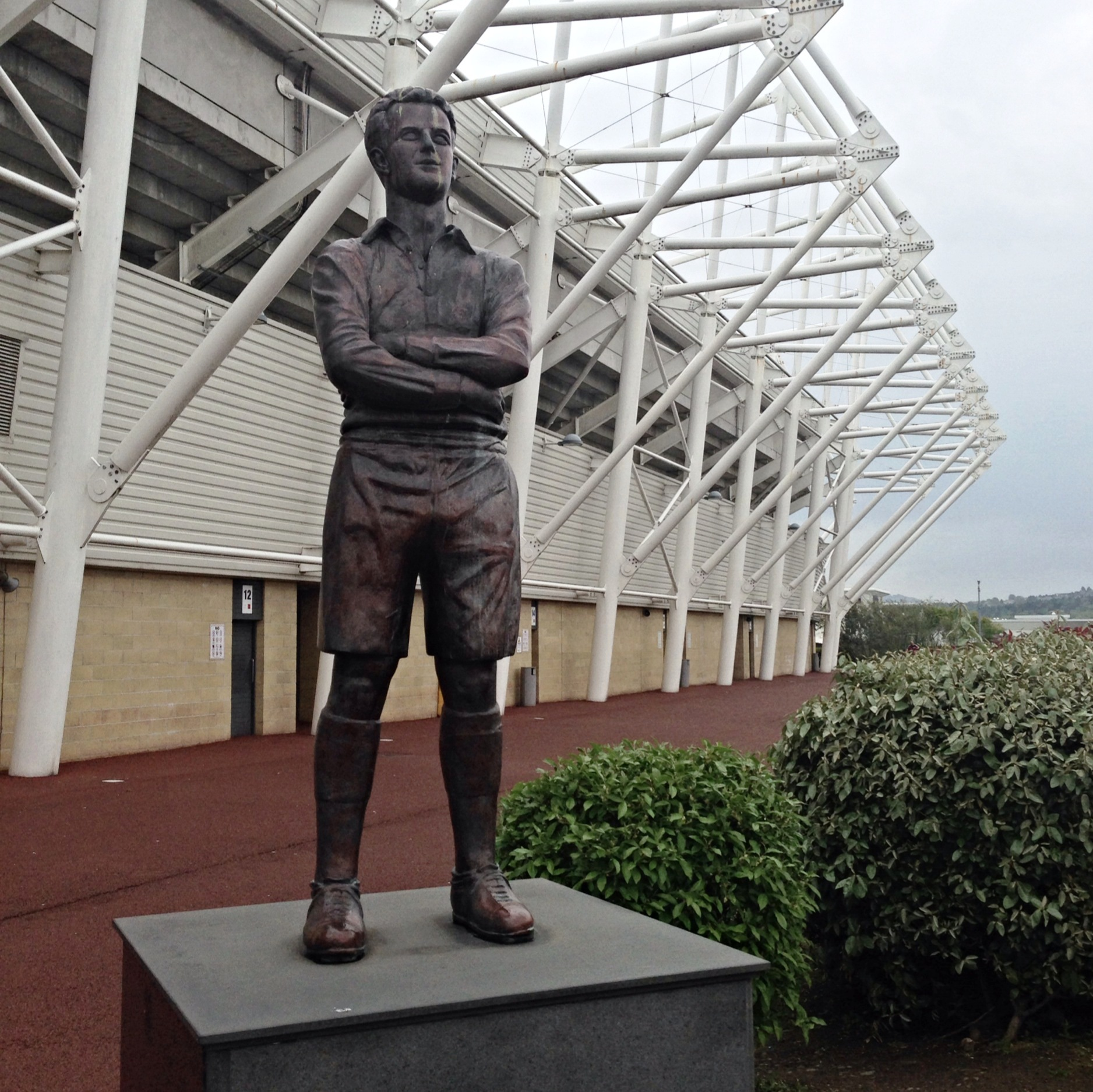
Estàtua d'Allchurch a l'exterior del Liberty Stadium, Swansea.